# Гарисон (Тексас)
Гарисон (енгл. Garrison) град је у америчкој савезној држави Тексас. По попису становништва из 2010. у њему је живело 895 становника.

## Демографија
Према попису становништва из 2010. у граду је живело 895 становника, што је 51 (6,0%) становника више него 2000. године.
| Група             | 2000.       | 2010.       |
| Белци             | 553 (65,5%) | 568 (63,5%) |
| Афроамериканци    | 245 (29,0%) | 222 (24,8%) |
| Азијати           | 2 (0,2%)    | 12 (1,3%)   |
| Хиспаноамериканци | 28 (3,3%)   | 83 (9,3%)   |
| Укупно            | 844         | 895         |